# HD 14622
HD 14622，又名BD+40 500，SAO 37986、HR 687，是一颗恒星，视星等为5.82，位于銀經140.8，銀緯-18.28，其B1900.0坐标为赤經2h 16m 36.7s，赤緯+40° -18.28′ 33″。